# 3052
3052（三千五十二、さんぜんごじゅうに）は自然数、また整数において、3051の次で3053の前の数である。

## 性質
- 3052は合成数であり、約数は1, 2, 4, 7, 14, 28, 109, 218, 436, 763, 1526, 3052である。
  - 約数の和は6160。
- 28番目の十角数である。1つ前は2835、次は3277。
- 各位の和が10になる169番目の数である。1つ前は3043、次は3061。

## その他 3052 に関連すること
- 長野県伊那市と静岡県静岡市葵区にまたがる塩見岳の標高は3,052mである。